# Stożkówka jasnotrzonowa
Stożkówka jasnotrzonowa (Conocybe leucopus Kühner ex Kühner & Watling) – gatunek grzybów z rodziny gnojankowatych (Bolbitiaceae).

## Systematyka i nazewnictwo
Pozycja w klasyfikacji według Index Fungorum: Conocybe, Bolbitiaceae, Agaricales, Agaricomycetidae, Agaricomycetes, Agaricomycotina, Basidiomycota, Fungi.
Po raz pierwszy opisał go w 1935 roku Robert Kühner, nadając mu nazwę Conocybe leucopoda. Była niezgodna z zasadami pisowni. W 1983 roku ten sam autor, oraz Roy Watling zmienili mu nazwę na Conocybe leucopus. Synonimy:
- Conocybe leucopus Kühner ex Kühner & Watling 1982
- Conocybe striatipes var. leucopus (Kühner ex Kühner & Watling) Singer & Hauskn. 1988

Polską nazwę zarekomendował Władysław Wojewoda w 2003 r.

## Morfologia
Kapelusz
Szerokość 1,5–2,6 cm, stożkowaty do wypukłego, z małym, spiczastym, brązowym garbkiem. Powierzchnia żółtawobiała, sucha, w stanie dojrzałym lekko pomarszczona. Brzeg regularny, pękający w okresie dojrzałości, bez prążków, bladożółty, skórka niełuszcząca się, brak resztek osłony.
Blaszki
Wycięte, nierówne, z blaszeczkami, rzadkie, wąskie, o szerokości 0,15–0,2 cm w środku, żółtawobrązowe do pomarańczowobrązoweych. Ostrza blaszek gładkie do falistych w pobliżu brzegu, białe.
Trzon
Wysokość 3,1–6,3 cm, grubość 0,2–0,3 cm, rurkowaty, maczugowaty, nie ukorzeniający się, lekko zakrzywiony, pusty. Powierzchnia czysto biała, po dotknięciu brązowiejąca, oprószona, wzdłużnie prążkowana.
Miąższ
Cienki, o grubości do 0,15 cm, żółtawobiały, niezmieniający barwy po zgnieceniu lub przecięciu.
Wysyp zarodników
Brązowopomarańczowy.
Cechy mikroskopowe
Bazydiospory 12–15 × 6,8–8,5 µm (Q=1,76), wydłużone elipsoidalne, z szeroką porą rostkową, grubościenne, gładkie, złocistożółte. Podstawki 15,3–24,6 × 7,6–10 µm, maczugowate, 4- zarodnikowe, cienkościenne, bezbarwne ze sterygmami o długości 1,7–3,4 µm. Nibywstawek brak. Cheilocystydy 17–22 × 3,4–7,6 (8,5) µm, w kształcie kręgli, z dobrze zróżnicowaną stożkowatą szyjką, cienkościenne, szkliste, z główką oszerokośći 2,5–4,3 µm. Pleurocystyd i pileocystyd brak. Kaulocystydy 15,3–22 × 4,3–6,8 µm, w kształcie kręgli, cienkościenne, szkliste, z główką o szerokości 3,4–5 µm.

## Występowanie i siedlisko
W Polsce podano kilka stanowisk. Naziemny grzyb saprotroficzny. W Polsce notowany pod olszami, w Anglii na piaszczystych lub gliniastych glebach zawierających mało lub wcale materii organicznej, w ogrodach i na poboczach ścieżek, w Indiach na odchodach krowy (jako grzyb koprofilny).